# رقية مقيم
رقية مقيم (من مواليد 22 فبراير 1988) هي عداءة مغربية للمسافات الطويلة. 
فازت رقية مقيم بسباق Singelloop في عام 2010 بمدينة أوترخت كما احتلت المركز الرابع في سباق Corrida de Houilles. و فازت بنصف ماراتون سانتا بولا عام 2011. حصلت في 2019 على المركز الثاني في مسابقة نصف ماراثون مراكش. 

## وصلات خارجية
- رقية موكريم على موقع الاتحاد الدولي لألعاب القوى (الإنجليزية)
- رقية موكريم على موقع اللجنة الأولمبية الدولية (الإنجليزية)
- رقية موكريم على موقع أوليمبيديا (الإنجليزية)
- رقية موكريم على موقع اللجنة الأولمبية المغربية (الفرنسية)